# Eiszeit
Eiszeit er det fjerde album fra NDH-bandet Eisbrecher, der udkom i 2010. Den første single derfra er med samme navn Eiszeit, anden single er Supermodel.

## Sange på albummet
- 1. Böse Mädchen
- 2. Eiszeit
- 3. Bombe
- 4. Gothkiller
- 5. Die Engel
- 6. Segne deinen Schmerz
- 7. Amok
- 8. Dein Weg
- 9. Supermodel
- 10. Der Hauch des Lebens

Eiszeit Ltd. Ed.
- 11. Kein Wunder
- 12. Amok (Renegade of Noise Remix)
- 13. Schwarze Witwe (TLP Remix)

## Eiszeiti Ltd. Tour Edition
- 1. Böse Mädchen
- 2. Eiszeit
- 3. Gothkiller
- 4. Die Engel
- 5. Segne deinen Schmerz
- 6. Amok
- 7. Dein Weg
- 8. Supermodel
- 9. Der Hauch des Lebens

Bonus Tracks
- 10. Kein Wunder
- 11. Amok (Renegade of Noise Remix)
- 12. Schwarze Witwe (TLP Remix)

Tracklist Eiszeit Single
- 1. Eiszeit
- 2. Segne deinen Schmerz (SITD-Remix)

Tracklist Bonus DVD
- 1. Vergissmeinnicht (live in Stuttgart)
- 2. Leider (live in Stuttgart)
- 3. Heilig (live in Stuttgart)